# کشتی مین‌روب کلاس الگرین
ماین‌سوییپر کلاس الگرین (به انگلیسی: Algerine-class minesweeper) یک کلاس از کشتی است که طول آن ۲۲۵ فوت (۶۹ متر) می‌باشد.